# Anton Rafael Mengs
Anton Rafael Mengs (født 12. marts 1728 i Ústí nad Labem i Bøhmen, død 29. juni 1779 i Rom) var en tysk maler.
Han var elev af faren, den dansk-fødte miniaturmaler Ismael Mengs, der var professor ved Dresdens Kunstakademi. Under ham gennemgik han en meget streng skole, ikke mindst i Rom, hvortil han kom 13 år gammel, og hvor han studerede under Marco Benefial med flere og under skarp opsigt holdtes til at studere antikkerne, Rafael og andre. På sin vis gennemøvet og udrustet med klassisk kunstviden som få, nåede han hurtig i vejret, fik snart efter hjemkomsten 1744 til Dresden officielle bestillinger, blev sachsisk hofmaler, 1754 direktør for det nyoprettede Akademi på Kapitol, syv år efter hofmaler i Spanien; sine overordentlig store indtægter brugte han for en del til erhvervelse af betydelige kunstskatte og til understøttelse af kunstfæller; det af Katharina 2. af Rusland i Peterskirken i Rom rejste gravmæle over ham vidner yderligere om hans ry. Han virkede ca. 1761—69 og 1774—76 i Spanien, hvor han til slottet i Madrid bl.a. malede en Aurora, Gratierne og Trajan’s Apoteose, 1769—74 i Italien. Mengs’ kunstnerfysiognomi mangler det umiddelbares friskhed, inspiration og fantasi, men ejer det tillærtes gode egenskaber: Sikkerhed i håndtering af kunstmidlerne (således stor fermhed i pastelteknikken), udviklet smag og sans for ædel formgivning og komposition. Det reflektive hos Mengs gav sig også udslag i litterære arbejder om kunst (hans "Opere", udgave på italiensk ved José Nicolás de Azara i 2 bind 1783, også på tysk; hans Praktisk Undervisning i Malerkunst, oversat 1818 til tysk, 1832 til svensk; Reflessioni sopra i tre gran pittori Raffaello, Tiziano, e Correggio, e sopra gli antichi); hans syn stemmer i meget sammen med vennen Johann Joachim Winckelmanns. Når han i Gedanken über die Schönheit und den guten Geschmack in der Mahlerey siger, at kunsten skal overtræffe naturen i skønhed, at man i dette øjemed skal studere antikken, Rafael, til udvikling af smag for udtrykket, Antonio da Correggio, til øvelse i ynde og harmoni og Tizian, for sandhedens og kolorittens skyld, har han betegnende karakteriseret sin egen kunst, hvis væsensmærke er eklektikerens. Kunsthistorisk set har hans gerning hovedsagelig været den at vise vej mod klassicismens renere smag. 

## Kendte værker
- The Triumph of History over Time, loftmaleri i Camera dei Papiri Vatikanets bibliotek
- Loftmaleri i Sant'Eusebio
- Freske i Villa Albani, Parnasset, hvorom Winckelmann skrev: "Selbst Raphael würde den Kopf neigen"
- Portræt af Frau Johann Alexander Thiele, født Dorothea Sophia Schumann
- Pave Clemens 13.

## Selvportrætter
- 1740
- 1744
- ca. 1755
- ca. 1755
- 1773
- 1774
- ca. 1776

### Fodnoter
1. ↑  Reflessioni sopra i tre gran ... bogen på googlebooks